# Hansa (Schiff, 1848)
Die Hansa (ex United States, später Indian Empire) war eine Radfregatte der Reichsflotte des Deutschen Bundes und ab 1850 ihr Flaggschiff.

## Verwendung
Ihre Jungfernreise machte die United States 1848 von New York nach Liverpool. Anschließend wurde sie im Linienverkehr New York – Le Havre verwandt. Am 17. Februar 1849 wurde das Schiff für die Reichsflotte angekauft und noch in New York zum Kriegsschiff umgebaut. Der weitere Umbau fand in Liverpool statt, wo das Schiff auch in Hansa umbenannt wurde. Namensgeber waren die drei Bundesmitglieder und Hansestädte Hamburg, Bremen und Lübeck.
Als Kommandant übernahm im Juni 1849 Kapitän zur See Johann Otto Donner die Überführungsfahrt. Am 18. August 1849 traf die Hansa in Geestemünde, heute Teil von Bremerhaven, ein. Im dortigen Arsenal der Seezeugmeisterei wurden Restarbeiten ausgeführt. Am 18. März 1850 wurde sie von Konteradmiral Karl Rudolf Brommy als Flaggschiff der Reichsflotte in Dienst gestellt und behielt diese Funktion bis zu ihrer Auflösung. Sie war nach einem Kommentar des Marinemalers und Korvettenkapitäns a. D. Lüder Arenhold: … aus bestem Material, mit drei Decks versehen; das Schiff war sehr reichlich ausgerüstet, trug eine schöne Barktakelage und war in jeder Beziehung ein schönes Schiff. Am 16. März 1853 wurde die Hansa an W. A. Fritze und Karl Lehmkuhl in Bremen verkauft, die sie vom August 1853 bis November 1854 im Transportdienst von Bremerhaven nach New York einsetzten (vgl. Erzherzog Johann des gleichen Reeders). Nach vier Fahrten wurde sie aufgelegt. Während des Krimkriegs wurde sie 1855 als Transporter No. 206 an die britische Regierung verchartert und im Juli 1856 wieder in Bremerhaven aufgelegt. Von 1853 bis Oktober 1857 war Ludwig Geerken der Kapitän.

### Verkauf
1857 führte sie eine Rundreise von Bremerhaven nach New York durch. Noch im gleichen Jahr wurde sie anlässlich des Sepoy-Aufstands in Indien an die East India Company verchartert. 1858 wurde die Hansa an die „Atlantic Steam Navigation Company“ (Galway Line) in Galway/Irland verkauft und in Indian Empire umbenannt. Bis 1861 war sie in verschiedenen Fahrgebieten eingesetzt.
Am 23. Juli 1862 geriet die Indian Empire auf der Themse bei Deptford bei London in Brand und wurde dort aufgelegt. 1866 schlug sie leck und sank.